# Hydrophis
Hydrophis – rodzaj jadowitych węży morskich z rodziny zdradnicowatych (Elapidae).

## Zasięg występowania
Rodzaj obejmuje gatunki występujące w wodach Oceanu Indyjskiego i Spokojnego.

## Charakterystyka
Długość całego ciała 410–1885 mm, długość ogona 55–190 mm. Kość szczękowa nie wychodzi poza podniebienie; za zębami jadowymi w szczęce znajduje się 1–18 zębów oddzielonych w małych odstępach (diastema); nozdrza znajdują się u góry; łuski nosowe stykają się ze sobą lub są oddzielone podłużnymi łuskami. Łuska na głowie i grzbiecie regularna, duża, natomiast na stronie brzusznej mała, zwykle wyraźna i niepodzielna.

## Systematyka

### Etymologia
- Hydrophis: gr. ὑδρο- hudro- „wodny-”, od ὑδωρ hudōr, ὑδατος hudatos „woda”[33]; οφις ophis, οφεως opheōs „wąż”[34].
- Pelamis: gr. πηλαμυς pēlamus „młody tuńczyk”[35]. Gatunek typowy: Anguis platura Linnaeus, 1766.
- Disteira: gr. δι- di- „podwójny”, od δυο duo „dwa”[36]; στειρα steira „przednia część kilu”[37]. Gatunek typowy: Disteira doliata Lacépède, 1804 (= Hydrus major Shaw, 1802).
- Leioselasma: gr. λειος leios „gładki”[38]; ελασμα elasma „płyta, blaszka”[39]. Gatunek typowy: Leioselasma striata Lacépède, 1804 (Hydrophis cyanocinctus Daudin, 1803).
- Ophinectes: gr. οφις ophis, οφεως opheōs „wąż”[34]; νηκτης nēktēs „pływak”, od νηχω nēkhō „pływać”[40]. Gatunek typowy: Ophinectes luteus Rafinesque, 1817 (= Anguis platura Linnaeus, 1766).
- Enhydris: gr. ενυδρις enhudris „wąż wodny”[41]. Gatunek typowy: Hydrus curtus Shaw, 1802.
- Polyodontes: gr. πολυς polus „wiele”[42]; οδους odous, οδοντος odontos „ząb”[43]. Gatunek typowy: Polyodontes annulatus Lesson, 1834 (= Hydrophis schistosus Daudin, 1803).
- Lapemis: anagram nazwy rodzaju Pelamis Daudin[8]. Gatunek typowy: Lapemis hardwickii J.E. Gray, 1835.
- Aturia: etymologia nieznana, J.E. Gray nie wyjaśnił znaczenia nazwy rodzajowej[9][44]. Gatunek typowy: Aturia ornata J.E. Gray, 1842.
- Hydrus: gr. ὑδρος hydros „wąż wodny”[33]. Gatunek typowy: Hydrus major Shaw, 1802.
- Liopala: gr. λειος leios „gładki”[38]; παλιν palin „wstecz”[45]. Gatunek typowy: Hydrus gracilis Shaw, 1802
- Chitulia: etymologia nieznan, J.E. Gray nie wyjaśnił znaczenia nazwy rodzajowej[12]; F. Wall sugeruje, że nazwa pochodzi od nazwy zwyczajowej chittul[46]. Gatunek typowy: Chitulia inornata J.E. Gray, 1849.
- Enhydrina: rodzaj Enhydris Merrem, 1820; łac. -ina „odnoszący się do, należący do”[47]. Gatunek typowy: Enhydris valakadyen Rafinesque, 1817 (= Hydrophis schistosus Daudin, 1803).
- Kerilia: etymologia nieznan, J.E. Gray nie wyjaśnił znaczenia nazwy rodzajowej[14]; F. Wall sugeruje, że nazwa pochodzi od nazwy zwyczajowej keril[48]. Gatunek typowy: Kerilia jerdonii J.E. Gray, 1849.
- Acalyptus: gr. ακαλυπτoς akaluptos „nie zakryty, odsłonięty”[49]. Gatunek typowy: Acalyptus peronii A.M.C. Duméril, 1853.
- Astrotia: gr. intensywny przedrostek α a; στρωννυμι strōnnumi „rozkładać, rozciągać”[16]. Gatunek typowy: Hydrophis schizopholis Schmidt, 1846 (= Hydrus stokesii J.E. Gray, 1846.
- Pelamydoidis: gr. πηλαμυς pēlamus „młody tuńczyk”[35]; -οιδης -oidēs „przypominający”[50]. Gatunek typowy: Hydrophis pelamidoides Schlegel, 1837 (= Hydrus curtus Shaw, 1802.
- Acalyptophis: gr. ακαλυπτoς akaluptos „nie zakryty, odsłonięty”[49]; οφις ophis, οφεως opheōs „wąż”[34]. Nowa nazwa dla Acalyptus A.M.C. Duméril, 1853 (nazwa zajęta przez Acalyptus Schönherr, 1836 (Coleoptera)).
- Pelamydrus: gr. πηλαμυς pēlamus „młody tuńczyk”; ὑδρος hydros „wąż wodny”[19]. Nowa nazwa dla Pelamis Daudin, 1803 (nazwa zajęta przez Pelamis Lacépède, 1802 (Scombridae)).
- Dolichodira: gr. δολιχος dolikhos „długi”; δειρη deirē „szyja”[20]. Gatunek typowy: Hydrophis diadema Günther, 1864[c].
- Melanomystax: gr. μελας melas, μελανος melanos „czarny”; μυσταξ mustax, μυστακος mustakos „wąsy”, od μασταξ mastax, μαστακος mastakos „szczęki, usta”, od μασαομαι masaomai „żuć”[21]. Gatunek typowy: Hydrophis nigrocinctus Daudin, 1803.
- Polyodontognathus: gr. πολυς polus „wiele”; οδους odous, οδοντος odontos „ząb”; γναθος gnathos „żuchwa”[22]. Gatunek typowy: Hydrus cærulescens Shaw, 1802.
- Polypholophis: gr. πολυς polus „wiele”; φολις pholis, φολιδος pholidos „rogowa łuska”; oφις ophis, οφεως opheōs „wąż”[23]. Gatunek typowy: Hydrophis neglectus Wall, 1906 (= Hydrophis obscurus Daudin, 1803).
- Porrecticollis: łac. porrectus „rozciągnięty”, od porrigo „rozciągać się”; nowołac. -collis „-szyi, -gardły”, od łac. collum „szyja”[24]. Gatunek typowy: Hydrophis obscurus Daudin, 1803.
- Praescutata: łac. prae „przed, z przodu”; scutatus „uzbrojony w tarczę”, od scutum „podłużna tarcza”[25]. Gatunek typowy: Thalassophis viperinus Schmidt, 1852.
- Pseudodistira: gr. ψευδος pseudos „fałszywy”[51]; rodzaj Disteira Lacépède, 1804[26]. Gatunek typowy: Pseudodistira horrida Kinghorn, 1926 (= Acalyptus peronii A.M.C. Duméril, 1853).
- Kolpophis: gr. κολπος kolpos „zatoka”[52]; οφις ophis, οφεως opheōs „wąż”[34]. Gatunek typowy: Disteira annandalei Laidlaw, 1901.
- Thalassophina: rodzaj Thalassophis Schmidt, 1852; łac. -ina „odnoszący się do, należący do”[47]. Gatunek typowy: Thalassophis viperinus Schmidt, 1852.
- Mediohydrophis: łac. medius „środkowy”; rodzaj Hydrophis Latreille, 1801[29]. Gatunek typowy: Hydrophis klossi Boulenger, 1912.

### Podział systematyczny
Do rodzaju należą następujące gatunki:

- Hydrophis annandalei (Laidlaw, 1901)
- Hydrophis anomalus Schmidt, 1852
- Hydrophis atriceps Günther, 1864
- Hydrophis belcheri (Gray, 1849) – wręgowiec filipiński[53]
- Hydrophis bituberculatus W. Peters, 1873
- Hydrophis brookii Günther, 1872
- Hydrophis caerulescens (Shaw, 1802)
- Hydrophis cantoris Günther, 1864 – małogłowiec bengalski[53]
- Hydrophis coggeri (Kharin, 1984)
- Hydrophis curtus (Shaw, 1802) – guzkowiec indyjski[53]
- Hydrophis cyanocinctus Daudin, 1803 – wręgowiec pospolity[53]
- Hydrophis czeblukovi (Kharin, 1984)
- Hydrophis donaldi Ukuwela, K. Sanders & B. Fry, 2012
- Hydrophis elegans (Gray, 1842)
- Hydrophis fasciatus (Schneider, 1799) – wręgowiec małogłowy[53]
- Hydrophis hardwickii (Gray, 1834) – guzkowiec malajski[53]
- Hydrophis hendersoni Boulenger, 1903
- Hydrophis inornatus (Gray, 1849)
- Hydrophis jerdonii (Gray, 1849)
- Hydrophis kingii Boulenger, 1896
- Hydrophis klossi Boulenger, 1912
- Hydrophis laboutei A. Rasmussen & Ineich, 2000
- Hydrophis lamberti M.A. Smith, 1917
- Hydrophis lapemoides (Gray, 1849)
- Hydrophis macdowelli Kharin, 1983
- Hydrophis major (Shaw, 1802)
- Hydrophis mamillaris (Daudin, 1803)
- Hydrophis melanocephalus Gray, 1849
- Hydrophis melanosoma Günther, 1864 – wręgowiec malajski[53]
- Hydrophis nigrocinctus Daudin, 1803
- Hydrophis obscurus Daudin, 1803
- Hydrophis ocellatus (Gray, 1849)
- Hydrophis ornatus (Gray, 1842) – wręgowiec rafowy[54]
- Hydrophis pachycercos Fischer, 1855
- Hydrophis pacificus Boulenger, 1896
- Hydrophis parviceps M.A. Smith, 1935
- Hydrophis peronii (A.M.C. Duméril, 1853) – kolcogłowiec australijski[53]
- Hydrophis platurus Linnaeus, 1766 – pęz dwubarwny[54]
- Hydrophis schistosus Daudin, 1803 – grzbietopręg jadowity[53]
- Hydrophis semperi Garman, 1881 – wręgowiec słodkowodny[53]
- Hydrophis sibauensis A. Rasmussen, Auliya & W. Böhme(inne języki), 2001
- Hydrophis spiralis (Shaw, 1802) – wręgowiec olbrzymi[53]
- Hydrophis stokesii (Gray, 1846)
- Hydrophis stricticollis Günther, 1864
- Hydrophis torquatus Günther, 1864 – wręgowiec syjamski[53]
- Hydrophis viperinus Schmidt, 1852
- Hydrophis vorisi Kharin, 1984
- Hydrophis zweifeli (Kharin, 1985)